# واحد ۱۰۰
واحد ۱۰۰ (第百部隊 (dai-hyaku butai)؛ انگلیسی: Unit 100) یک تشکیلات تحقیقاتی ارتش امپراتوری ژاپن بود که با عنوان رسمی «کارگاه جنگی پیشگیری از بیماری‌ها در ارتش کوانتونگ» شناخته می‌شد و تمرکزش بر توسعهٔ سلاح‌های میکروبی در جنگ جهانی دوم بود. این واحد نظامی توسط «کمپئیتی» (پلیس نظامی ژاپن) اداره می‌شد و در روستای «موکوتان» در جنوب شهر چانگچون در مانچوکوئو واقع شده‌است.: 312  بین ۶۰۰ تا ۸۰۰ نفر در واحد ۱۰۰ کار می‌کردند.: 313 

## مأموریت
وظیفهٔ این واحد نظامی، انجام تحقیقات دربارهٔ بیماری‌هایی بود که از حیوانات ناشی می‌شوند. به دلیل آنکه بیشتر ارتش‌های آن روزگار، هنوز به اسب وابستگی زیادی بودند، ارتش امپراتوری ژاپن امیدوار بود راهی پیدا کند تا با بیمارکردن و کشتن اسب‌های دشمن، آن‌ها را فلج کند. آن‌ها همچنین می‌خواستند برخی بیماری‌های انسانی را توسط حیوانات، پخش کنند. پرسنل پیشین واحد ۱۰۰، اعتراف کرده‌اند که برخی از آزمایش‌های‌شان را بر روی انسان انجام می‌دادند. در عمل، «واحد ۷۳۱» مسئول توسعهٔ سلاح‌های میکروبی علیه انسان بود. واحد ۱۰۰ با آنکه کوچکتر از واحد ۷۳۱ بود، اما همچنان یک سازمان عظیم نظامی محسوب می‌شد. ظرفیتِ اسمیِ سالیانهٔ تولید میکروب در این واحد، ۱۰۰۰ کیلوگرم سیاه‌زخم، ۵۰۰ کیلوگرم مشمشه و ۱۰۰ کیلوگرم قارچ زنگار بود که البته به سبب کمبود تجهیزات، هرگز به این سقفِ تولید نرسید.: 329  گروهبان ارشد «کازوئو میتومو» برخی از فعالیت‌هایشان در واحد ۱۰۰ را چنین شرح می‌دهد:

«در حدود یک گرم هروئین را داخل مقداری هریسه ریخته و به یک شهروند چینی دستگیرشده دادم. پس از ۲۰ دقیقه از صرف این غذا، زندانی مذکور هوشیاری‌اش را از دست داد و حدود ۱۶–۱۵ ساعت در کما ماند تا جانش را از دست داد. ما می‌دانستیم که این میزان هروئین کشنده است؛ ولی فرقی برایمان نمی‌کرد که شخص زنده می‌ماند یا می‌میرد. من روی ۶–۵ زندانی آزمایش‌های مشابهی انجام دادم و تأثیر «پیچک کره‌ای» و «دانه‌های روغن کرچک» را روی آنها بررسی کردم. یک زندانی روسی آنچنان در اثر آزمایش‌های از پای درآمده بود که دیگر امکان آزمایش بر رویش وجود نداشت و «ماتسوئی» به من دستور داد تا با تزریق پتاسیوم سیانید او را بکشم.: 323  پس از تزریق، این زندانی درجا کشته شد. اجساد را گورستان احشامِ واحد ۱۰۰ دفن می‌کردیم.»

رئیس واحد ۱۰۰، «یوجیرو واکاماتسو»،: 326  به «هیرازاکورا» دستور داده بود صدها گاو و گوسفند خریداری کرده و در چراگاه‌های مجاور مرز شوروی در شمال‌شرقی ناحیهٔ «خایلار» (در مغولستان داخلی) رها کند تا در زمان مقتضی آن‌ها را از طریق انتشار هوابُرد آلوده کنند. آن‌ها امیدوار بودند که در صورت حملهٔ احتمالی اتحاد جماهیر شوروی، این احشام آلوده، با تماس به حیوانات اهلی دشمن، آن‌ها را مبتلا کرده و ذخایر غذایی دشمنان از بین برود.

## عوامل میکروبی
عوامل میکروبی زیر مورد آزمایش واقع شدند:
- یرسینیا پستیس که موجب بروز طاعون می‌شود.[۲]: 314
- بــِرک‌هولدریا مالئی که عامل ایجاد مشمشه در اسب‌هاست.[۲]: 314  «کوباوارا» پس از پایان جنگ جهانی دوم اعتراف کرد که واحد ۱۰۰، اسب‌های مبتلا به مشمشه را پخش می‌کرد.
- باسیلوس آنتراسیس که عامل بیماری سیاه‌زخم است.[۲]: 314